# Boloň
Boloň (rusky Болонь), také Bolen (Болен), Nuri-Od-žal (Нури-Оджал) nebo Boulen-Odžal (Боулен-Оджал) je jezero v Chabarovském kraji v Rusku. Má rozlohu 338 km², čímž je největším jezerem v povodí dolního Amuru. Dosahuje hloubky 3 m. Je asi 70 km dlouhé a maximálně 20 km široké. Kotlina jezera představuje přepadovou propadlinu, která je vyplněná aluviálními naplaveninami.

## Pobřeží
Vyznačuje se mělčinami především v pobřežních částech.

## Vodní režim
Do jezera ústí řeky Charpi, Simmi, Aljur a mnohé další. Je spojeno 9 km dlouhým průtokem s Amurem.